# Niedersächsischer Kirchenchorverband
Der Evangelische Chorverband Niedersachsen-Bremen (ECNB) ist der Verband  für die etwa 32.000 Sängerinnen und Sänger in 1.200 Chören in den Mitgliedskirchen der Konföderation evangelischer Kirchen in Niedersachsen und der Bremischen Evangelischen Landeskirche. Die Geschäftsstelle hat ihren Sitz im Evangelischen Zentrum für Gottesdienst und Kirchenmusik an der St. Michael-Kirche zu Hildesheim. Seit November 2015 ist Christiane Hrasky Landeskantorin des ECNB.

## Aufgaben
Der ECNB fördert und unterstützt die Mitglieder in den Bereichen Begleitung und  Ausbildung von Chorleitern, Begleitung von Chören bei Projekten u. ä., Anleitungen für das Singen mit Kindern, Beratung in Kindergärten, Planung und Durchführung von Veranstaltungen wie Chorwochenenden, Chorfreizeiten und -werkstätten, Festen u. a. Der Verband erstellt Materialien und stellt sie den Mitgliedern zur Verfügung. Der Verband verleiht bei Jubiläen von Chören etc. Anstecknadeln und den FELIX für Kindergärten.

## Zusammenarbeit
Der Verband arbeitet bei der Lektorenausbildung, im Landesmusikrat sowie bei  Kirchentagen mit.  Zudem wird die Kirchenmusik in Estland unterstützt.